# ری پارک
ری پارک (به انگلیسی: Ray Park) (زاده ۲۳ اوت ۱۹۷۴) بازیگر اسکاتلندی است.
از فیلم‌های معروف او می‌توان به فیلم‌های جی.آی.جو: تلافی و جی.آی.جو: ظهور کبرا اشاره کرد.